# Шавин, Никита Львович
Никита Львович Шавин (род. 18 ноября 2001, Княгинино, Нижегородская область) — российский хоккеист, нападающий.

## Биография
Начинал заниматься хоккеем в родном Княгинино. В 10 лет уехал в Торпедо «Нижний Новгород». С сезона 2018/19 стал играть в команде МХЛ «Чайка». В сезоне 2022/23 дебютировал за «Торпедо» в КХЛ, также выступал в ВХЛ за «Дизель» Пенза. Продлевал однолетние двусторонние контракты с «Торпедо» в апреле 2023 и 2024 годов.